# Rhodnius
Rhodnius es un género de insectos de la subfamilia Triatominae, dentro de la familia de las chinches asesinas (Reduviidae).
Es un vector importante en la propagación de la enfermedad de Chagas. Las especies de Rhodnius fueron modelos importantes para los estudios de Sir Vincent Wigglesworth sobre la fisiología de los insectos, específicamente el crecimiento y el desarrollo.

## Especies
Las especies identificadas del género Rhodnius son:
- Rhodnius amazonicus Almeida, Santos y Sposina, 1973
- Rhodnius brethesi Matta, 1919 (Tc)
- Rhodnius colombiensis Moreno Mejía, Galvão & Jurberg, 1999 [3]
- Rhodnius dalessandroi Carcavallo y Barreto, 1976
- Rhodnius domesticus Neiva & Pinto, 1923 (Tc)
- Rhodnius ecuadoriensis Cuaresma & León, 1958 (Tc)
- Rhodnius milesi Carcavallo, Rocha, Galvão, Jurberg, 2001 [4]
- Rhodnius nasutus Stål, 1859 (Tc)
- Rhodnius negligus Cuaresma, 1954 (Tc)
- Rhodnius neivai Cuaresma, 1953
- Rhodnius pallescens Barber, 1932 (Tc) (vector principal en Panamá).
- Rhodnius paraensis Sherlock, Guitton y Miles, 1977 (Tc)
- Rhodnius pictipes Stål, 1872 (Tc)
- Rhodnius prolixus Stål, 1859 (Tc) (vector principal en Colombia y Venezuela, y en Guatemala, Honduras y algunas partes de Nicaragua y El Salvador).
- Rhodnius robustus Larrousse, 1927 (Tc)
- Rhodnius stali Cuaresma, Jurberg & Galvão, 1993 (Tc)

La designación (Tc) significa que la especie se asocia con Trypanosoma cruzi, el agente etiológico de la enfermedad de Chagas.